# Weinmannia fraxinea
Weinmannia fraxinea là một loài thực vật có hoa trong họ Cunoniaceae. Loài này được (D. Don) Miq. miêu tả khoa học đầu tiên năm 1856.